# Chambois
Chambois település Franciaországban, Orne megyében. Lakosainak száma 387 fő (2018. január 1.). Chambois Saint-Lambert-sur-Dive, Fel, Aubry-en-Exmes, Coudehard és Omméel községekkel határos.

## Népesség
A település népességének változása:
| Lakosok száma | 417  | 421  | 425  | 387  |
|               | 2013 | 2015 | 2017 | 2018 |